# Bellenaves
Bellenaves település Franciaországban, Allier megyében. Lakosainak száma 986 fő (2022. január 1.). Bellenaves Chezelle, Chirat-l’Église, Coutansouze, Lalizolle, Monestier, Naves, Taxat-Senat, Valignat és Veauce községekkel határos.

## Népesség
A település népességének változása:
| Lakosok száma | 1196 | 1104 | 1006 | 1025 | 1017 | 1016 | 1020 | 997  | 985  | 986  |
|               | 1968 | 1982 | 1990 | 2006 | 2013 | 2015 | 2017 | 2019 | 2020 | 2022 |